# Husni Abdelmalek
Husni Abdelmalek (en árabe: حسني عبد الملك‎ Ḥusnī ʿAbd al-Malik; Hama, Siria otomana; 1891 - Buenos Aires, Argentina; 12 de junio de 1950) fue un poeta y periodista sirio-argentino, miembro fundador de Al-Rabita Al-Adabia; asociación de literatura árabe fundada en Buenos Aires en 1949.
Colaborador durante más de 30 años del periódico Assalam, también se desempeñó como editor en jefe de la edición en árabe del Diario Sirio-libanés.

## Biografía
Nació en la Hama en 1891 en una familia ortodoxa greco-antioquena, donde se educó de manera mayoritariamente autodidacta previo a emigrar a Argentina alrededor de 1910. En su nuevo país, ejerció como periodista; escribiendo para Assalam y llegando a ser editor en jefe de la edición en árabe del bilingüe Diario Sirio-libanés, propiedad del empresario Moisés José Azize. Además, en 1919, editó el único número de La Liga Siria (en árabe: الجامعة السورية‎ Al-Jāmiʿa Al-Sūriyya), con afiliación a la Universidad de Damasco, y en ese mismo año fundó la publicación La Bandera (en árabe: مجلّةَ الراية‎ Majallat ar-Rāya); mientras que en 1933 lanzó el periódico La Patria (en árabe: الوطن‎ Al-Waṭan). Por otro lado, fue secretario general hasta su deceso del Comité de Ayuda a Palestina, dedicado a la recolección de donaciones para las víctimas de la Nakba.
Falleció súbitamente en Buenos Aires el 12 de junio de 1950, sin siquiera cumplir los 60 años de edad. La revista Los Dones, dirigida por Yousef el Sarmi, publicó un homenaje pósthumo en su memoria; como así también lo hizo el periódico de Santiago Mundo Árabe. Su funeral se llevó a cabo en el Concejo Administrativo Ortodoxo, donde tomaron la palabra el obispo Sergios Samne, el archimandrita Agnatios Aburrus y el archipreste Moisés Hillar. Ya durante el entierro en el cementerio de la Chacarita, pronunciaron discursos en su memoria los escritores Malatios Khouri, George Saidah y Zaki Konsol; Jaime M. Olombrada en nombre de Assalam, Emilio Constantino del Diario Sirio-libanés y Abdulatif El-Jechim de La Bandera Árabe; además de Elías Richa, Tufic Nattum, Nami Name y Sabri Abdejalil.

## Su poesía
La poesía de Abdelmalek, realizada en árabe clásico, está basada -en primer lugar- en la historia y tradición del mundo árabe ligada al Islam y -en segundo lugar- en las circunstancias políticas de la Creciente Fértil del siglo XX. Aunque en un principio fue simpatizante del nacionalismo sirio en su forma embanderada por Antún Saadeh en el PSNS, terminó por decantarse por el nacionalismo árabe, vestigios del que hay prácticamente en toda su pruducción poética. Para la misma, se sirvió de la métrica de la poesía árabe clásica con rimas tanto «únicas» -o «monorrimas», lo que significa que la rima es la misma en todo el poema- como «múltiples» -lo que implica que la rima varía según la sección-. En sus versos, criticaba lo que percibía a la sazón como pasividad de algunos gobiernos de la Liga Árabe frente a hostilidades externas a la vez que enaltece a esos lares, su gente y su historia. En uno de sus poemas, dice:

Si llevas un mensaje a los hijos del pueblo,

hazlo con tu revelación, guía para todos.

Haz justicia a tu patria y rescata de su historia

páginas de gloria, brillantes como el faro.

Los intereses pueden distorsionar la historia,

la falta de certeza y el exceso de tragedias.

Y si mencionas las conquistas tras Muhammad,

recuerda a Siria, olvidada por el tiempo.

Sus sabios guiaron a sus reyes

en la era omeya y abbasí.

Acompañaron los ejércitos de los conquistadores, difundiendo

el conocimiento por mares y desiertos.

Con ellos florecieron las ciencias y artes,

fueron la lluvia que calmó la sed de las plantas

Si las conquistas árabes abrieron el mundo,

otras conquistas fueron solo calamidades.

En otro poema, sobre su amor por el mundo árabe, advierte contra los impostores y traidores y el uso inadecuado de la religión:

Amo el mundo árabe, no como ellos lo aman

basados en una fe que le sirve de cimiento.

Amo el mundo árabe con un fundamento

de justicia que iguale a Aḥmad con Iyās.

La verdadera arabidad no acepta sectarismos

ni religiones usadas como ropaje aterrador.

Amo la arabidad por su cultura y

su moral, sus letras de origen genuino.

Quien la anhele, que unifique sus bases

si quiere levantar una construcción firme.

¡Oh mundo árabe! ¡Y tú eres un templo;

cuántos impíos han conspirado en tu interior!

Y en otro poema, arremete contra un monarca de la Península Arábiga, presumiblemente Abdullah I de Jordania por sus negociaciones con británicos e israelíes en desmedro de Palestina:

Olvida a esos reyes que ennegrecieron

la faz de la historia con sus intrigas.

¡Oh historia, escribe una línea inmortal

que perviva en la frente de la eternidad!

El hijo de la hija del árabe escogido

traicionó a los árabes sin remordimientos.

¿Cómo puede tener paz si su alma escapó

de un valeroso que lucha hasta el fin?

¿Cómo enfrentará a su abuelo en el Más Allá

cuando se presente ante Dios Altísimo?

¿Cómo mirará el rostro de su nieto

cuando se ha desviado del Libro Revelado?

¡Oh historia, escribe otra línea

sobre un rey retorcido y aislado!